# ヴォルティジュール
ヴォルティジュール（Voltigeur、1847年 - 1874年）とはイギリスの競走馬である。エプソムダービーとセントレジャーステークスの二冠を制した。ドンカスターカップで無敗のザフライングダッチマンに唯一土を付けた馬としても知られている。

## 出自
名前は選抜歩兵のこと。2歳時に1500ポンドで第2代ゼットランド伯爵トマス・ダンダスに買われた。
猫が無二の親友だったらしく、晩年は2匹の三毛猫と過ごした。エドウィン・ランドシーアの有名な絵画にも2匹の猫と一緒に描かれている。19世紀中ごろに生きた当馬であるが、精細な写真が残っている。これは競走馬の写真としては最も古いもののひとつである。
賢く、祖父のブラックロックや猫を叩き殺したひ孫のセントサイモンが伝説的な気性難で知られているのに対して、ヴォルティジュールは非常におとなしい馬であった。

## 戦績
2歳時はブライトステークスに勝ったのみで終えている。翌年はエプソムダービーを2000ギニー優勝馬ピッツフォード（Pitsford）に1馬身差で勝ち、セントレジャーステークスはラズボローと同着になったが決勝戦にてこれを下した。この激しい戦いの僅か2日後、しかも間にスカーバラハンデキャップを単走で走った後、ドンカスターカップにて当時無敵を誇っていたザフライングダッチマンと戦った。ザフライングダッチマンは当時14連勝中でその中にはエプソムダービー、セントレジャー、アスコットゴールドカップ等が含まれ、全て楽勝であった。無敗馬同士の戦いとはいえ全て楽勝でここまで来たザフライングダッチマンの方が有利と見られていた。だが結果は意外なものであった。ザフライングダッチマンの騎手マーロウはなぜか泥酔しており、そんなこともあってヴォルティジュールはザフライングダッチマンを交わし、半馬身差で勝った。ザフライングダッチマンの馬主であった第13代エグリントン伯爵アーチボルド・モンゴメリーはすぐさま再戦を申し込みゼトランドもそれを了承、翌年の5月に世紀のマッチレースが実現した。
この2頭の対戦は競馬史に残るマッチレースとして現代でも名高い。ヨーク競馬場の2マイル（約3219メートル）で行われ、掛け率は互角であった。ヨーク競馬場には大群衆が集まり地元馬であるヴォルティジュールには大きな声援が掛けられた。レースはヴォルティジュールが先行し、その3馬身後をザフライングダッチマンが追いかける展開、直線にはいると2頭がならんで激しい叩き合いになった。ザフライングダッチマンが徐々に差をつけていき1馬身差でヴォルティジュールは敗北した。
マッチレースの当日には直後にもう1競走に出走させられており、当然の結果ではあるが、そのアンスティハントカップではナンシー（Nancy、グッドウッドカップ勝ち）という牝馬に負けている。この激しい酷使のためか、ヴォルティジュールは完全に調子を崩してしまい、その後は満足な成績を残せなかった。ザフライングダッチマンハンデキャップというライバルの名を冠した競走に勝ったのみで引退している。

## 引退後
引退後は種牡馬となりまずまず成功した。同時期にストックウェルとニューミンスターがいた為一度もリーディングサイアーにはなれなかったが、2000ギニー勝ち馬ウェデット、アスコットゴールドカップ勝ち馬バックストーン、スカーミキサー等の産駒を送り出した。ウェデットはガロピンを輩出し、後のセントサイモン系へと直系子孫が受け継がれている。一方ザフライングダッチマンの直系子孫も残っており、トウルビヨン系がそれにあたる。
ヴォルティジュールは27歳のとき種付けの際に傷を受け安楽死されている。

### 主な産駒
- ヴィデット（Vedette）　2000ギニー、グッドウッドカップ、ドンカスターカップ2回
- バックストーン（Buckstone）　アスコットゴールドカップ
- スカーミッシャー（Skirmisher）　アスコットゴールドカップ
- サブルウ（Sabreur）　ドンカスターカップ

## 血統表
| ヴォルティジュールの血統（キングファーガス系（エクリプス系）／Hambletonian4×5=9.38%） | ヴォルティジュールの血統（キングファーガス系（エクリプス系）／Hambletonian4×5=9.38%） | ヴォルティジュールの血統（キングファーガス系（エクリプス系）／Hambletonian4×5=9.38%） | （血統表の出典）         | （血統表の出典） |
| 父 Voltaire 1826 黒鹿毛                                                               | 父の父Blacklock 1814 鹿毛                                                             | Whitelock                                                                             | Hambletonian             | Hambletonian     |
| 父 Voltaire 1826 黒鹿毛                                                               | 父の父Blacklock 1814 鹿毛                                                             | Whitelock                                                                             | Rosalind                 |                  |
| 父 Voltaire 1826 黒鹿毛                                                               | 父の父Blacklock 1814 鹿毛                                                             | Coriander Mare                                                                        | Coriander                | Coriander        |
| 父 Voltaire 1826 黒鹿毛                                                               | 父の父Blacklock 1814 鹿毛                                                             | Coriander Mare                                                                        | Wildgoose                |                  |
| 父 Voltaire 1826 黒鹿毛                                                               | 父の母Phantom Mare 1816 鹿毛                                                          | Phantom                                                                               | Walton                   | Walton           |
| 父 Voltaire 1826 黒鹿毛                                                               | 父の母Phantom Mare 1816 鹿毛                                                          | Phantom                                                                               | Julia                    |                  |
| 父 Voltaire 1826 黒鹿毛                                                               | 父の母Phantom Mare 1816 鹿毛                                                          | Overton Mare                                                                          | Overton                  | Overton          |
| 父 Voltaire 1826 黒鹿毛                                                               | 父の母Phantom Mare 1816 鹿毛                                                          | Overton Mare                                                                          | Walnut Mare              |                  |
| 母 Martha Lynn 1837 黒鹿毛 F-No.2-h                                                   | 母の父Mulatto 1823 鹿毛                                                               | Catton                                                                                | Golumpus                 | Golumpus         |
| 母 Martha Lynn 1837 黒鹿毛 F-No.2-h                                                   | 母の父Mulatto 1823 鹿毛                                                               | Catton                                                                                | Lucy Gray                |                  |
| 母 Martha Lynn 1837 黒鹿毛 F-No.2-h                                                   | 母の父Mulatto 1823 鹿毛                                                               | Desdemona                                                                             | Orville                  | Orville          |
| 母 Martha Lynn 1837 黒鹿毛 F-No.2-h                                                   | 母の父Mulatto 1823 鹿毛                                                               | Desdemona                                                                             | Fanny                    |                  |
| 母 Martha Lynn 1837 黒鹿毛 F-No.2-h                                                   | 母の母Leda 1824 鹿毛                                                                  | Filho da Puta                                                                         | Haphazard                | Haphazard        |
| 母 Martha Lynn 1837 黒鹿毛 F-No.2-h                                                   | 母の母Leda 1824 鹿毛                                                                  | Filho da Puta                                                                         | Mrs.Barnet               |                  |
| 母 Martha Lynn 1837 黒鹿毛 F-No.2-h                                                   | 母の母Leda 1824 鹿毛                                                                  | Treasure                                                                              | Camillus                 | Camillus         |
| 母 Martha Lynn 1837 黒鹿毛 F-No.2-h                                                   | 母の母Leda 1824 鹿毛                                                                  | Treasure                                                                              | Hyacinyhus Mare F-No.2-f |                  |